# Джаяраджадеви
Джаяраджадеви (кхмер. ជយរាជទេវី, fl. 1181) — королева-консорт Ангкорской империи, первая супруга короля Джайавармана VII.

## Биография
Джаяраджадеви была дочерью «кшатриев из элиты королевской семьи» и младшей сестрой Индрадеви. Она и ее сестра получили хорошее религизоное образование в буддисткой традиции. Впоследствии Индрани упоминала, что их отцом был «Джа…», потомок «Рудравармана» и некоей женщины, называемой «королевой», а их мать была потомком Раджендрадеви.
Ее супруг стал королем в 1181 году, сделав Джаяраджадеви королевой. Говорят, что ее сестра Индрадеви «инициировала [Джаяраджадеви] в мир и покой учений Будды, вдали от огня мучений». После своего обращения королева Джаяраджадеви сама стала преподавателем и:

приняла как своих дочерей тех девушек, которых оставили их матери… [и] ввела их в духовную жизнь с одеждой и подарками, в соответствии с подобающими обрядами
Она учила своих воспитанников разыгрывать сцены из Джатаки как средство обучения остальеых. Когда Джаяварман VII унаследовал трон, царицу Джаяраджадеви хвалили за то, что она пожертвовала все свое имущество бедным.
Джаяраджадеви умерла в начале правления своего мужа. После ее смерти царь женился на ее сестре Индрадеви, которая стала следующей царицей. Королева Индрадеви также занималась школой своей сестры и была назначена главой Нагендратунге, Тилакоттаре и Нарендрашрама, трех «колледжей», буддийской доктрины и других наук, которые, по-видимому, предназначались специально для женщин и девочек, предположительно, в первую очередь из элитных семей.